# Повалишин, Николай Фёдорович
Никола́й Фёдорович Повали́шин (1830—1890) — контр-адмирал, участник Крымской войны (Обороны Севастополя 1854—1855 годов).

## Семья
Из рода Повалишиных, потомственных дворян Рязанской губернии.
Отец: Повалишин, Фёдор Никитич (меньшой) (род. 1785) — капитан-лейтенант, кавалер ордена Святого Георгия IV ст., участник четвёртой коалиции (1806—1807) наполеоновских войн, участник Русско-турецкой войны 1806—1812 годов.
Мать: Наталья Николаевна
Братья и сестры:
- Повалишин, Иван Фёдорович (1833) — вице-адмирал, участник Крымской войны и польской кампании 1863—1864, уездный предводитель дворянства
- Повалишин, Фёдор Фёдорович (7.09.1831-10.02.1899) — контр-адмирал. Похоронен на Смоленском православном кладбище.
- Повалишина, Авдотья Фёдоровна (род. 1837)

Жена: Лидия Васильевна Советова — дочь чиновника. Свадьба состоялась 26.08.1866 года.
Дети:
- Повалишина Зинаида Николаевна (1870)
- Повалишина Клавдия Николаевна (1871)
- Повалишин, Николай Николаевич (род. 1873) — ротмистр, участник Первой мировой войны.
- Повалишин Константин Николаевич (1875)
- Повалишин Павел Николаевич (старший) (1876)
- Повалишина Наталья Николаевна (1879)
- Повалишин Павел Николаевич (младший) (1887) — гвардии корнет

## Образование
Образование получил в Александровском (c 31.01.1838) и Морском кадетских корпусах (с 16.01.1842).

## Послужной список
- Гардемарин (16.01.1847).
- Мичман (1.06.1849) с определением в 42-й флотский экипаж.
- С 1849—1854 — морские походы (см. соотв. раздел).
- Командир батареи на 3-м бастионе гарнизона Севастополя при Обороне Севастополя (5.10.1854-9.10.1854). Несколько раз выигрывал артиллерийские дуэли у англичан.
- Ранение с раздроблением правой голени и контузией левого плеча, лечение в Севастопольском военном госпитале (9.10.1854-27.07.1855), ампутация ноги выше колена.
- Лейтенант (30.03.1855).
- Увольнение на год «для излечения от ран».
- Прикомандирован на правах раненых к Морском кадетскому корпусу (16.02.1857).
- Назначен городничим г. Серпухов (20.05.1857).
- За штатом (11.06.1863) в связи с упразднением должности.
- Капитан-лейтенант (1.01.1866).
- Капитан 2-го ранга (1.01.1874).
- Капитан 1-го ранга (1.01.1878).
- Контр-адмирал (1.01.1886) с увольнением от службы.
- Гласный уездного земского собрания Рязанской губернии (1873).
- Его имя увековечено на одной из 26 мемориальных плит во Владимирском соборе Севастополя среди имён 57 адмиралов и офицеров Российского флота, удостоенных ордена Св. Георгия за участие в Крымской войне 1853—1856 годов.
- Похоронен в склепе в деревне Астрамьево (Зарайский район Московской области)[3][4][5].

## Походы
- С 31.08.1849 по 12.09.1849 на транспорте «Кинбург» под командованием лейтенанта Летниковского в плавании из г. Николаева в г. Севастополь с грузом.
- С 5.01.1850 по 13.11.1850 на бриге «Аргонавт» под командованием капитан-лейтенанта Керна от Севастополя к берегам Абхазии и обратно.
- С 13.03.1851 по 21.11.1851 на транспорте «Сухум-Кале» под командованием капитан-лейтенанта Быкова при доставке грузов в разные порты.
- С 25.02.1852 по 3.03.1852 на шхуне «Забияка» под командованием капитан-лейтенанта Харчевникова в море под парусами.
- С 24.03.1852 по 4.04.1852 на рейде под Сухум-Кале.
- C 4.04.1852 по 18.04.1852 в море под парусами.
- C 18.04.1852 по 2.05.1852 на рейде под Новороссийском.
- C 2.051852 по 16.05.1852 в море под парусами.
- C 6.05.1852 по 23.05.1852 на Новороссийском рейде.
- С 23.05.1852 по 23.06.1852 в море под парусами.
- С 23.06.1852 по 5.07.1852 на Новороссийском рейде.
- С 5.07.1852 по 8.07.1852 в море.
- С 8.07.1852 по 15.07.1852 на Севастопольском рейде.
- С 4.07.1852 по 3.10.1852 на корабле «Три иерарха» под командованием капитана 1-го ранга Бороковского в практическом плавании по Чёрному морю.
- С 4.06.1853 по 14.07.1853 на корвете «Калипсо» под командованием капитан-лейтенанта Керна в практическом плавании по Чёрному морю.
- C 14.07.1853 по 14.11.1853 на корабле «Великий князь Константин» под командованием капитана 2-го ранга Ергольникова в практическом плавании по Чёрному морю.
- С 13.08.1854 по 11.09.1854 на фрегате «Месамврия» под командованием капитан-лейтенанта Тироля на Севастопольском рейде.

## Цитата
… Командуя первые четыре дня батареею близ Лабораторных казарм из 9 действовавших орудий, неоднократно подбивал английскую батарею, вдвое его сильнейшую, и заставлял большую часть её орудий молчать более, чем на 24 часа, подбивая орудия и разрушая мерлоны, некоторые амбразуры до сего времени заложены. Четыре дня под самым сильным огнём неприятеля был на батарее бессменно по своему желанию, три раза лично тушил загоревшийся пороховой погреб и оставил батарею только тогда, когда лишился ноги…— Представление от 15.11.1854г. начальника 3-й дистанции
оборонительной линии контр-адмирала А.И.Панфилова
о награждении мичмана Повалишина орденом Св. Георгия 4 степени

## Награды
- Орден Святого Георгия 4-й степени (пр. 22.11.1854; ВП 6.12.1854; 16.02.1855) (в воздаяние за отличие, оказанное при бомбардировании г. Севастополя в 1854 году Англо-Французскими войсками и флотом);
- Серебряная медаль за защиту Севастополя на Георгиевской ленте (16.02.1855);
- Бронзовая медаль в память Крымской войны на Андреевской ленте (26.08.1856);
- Орден Святого Владимира 4-й степени (1855).